# ゲノムインプリンティング
ゲノムインプリンティング （英: genomic imprinting）は、多くの哺乳類や植物でよくみられる遺伝子発現の制御の方法の一つである。ゲノム刷り込みと呼ばれることもある。正常な子は父親と母親由来の染色体からそれぞれ２つずつ遺伝子を受け継ぐが、常染色体上に存在するいくつかの遺伝子については片方の親から受け継いだ遺伝子のみが発現することが知られている。このようなエピジェネティックな遺伝子発現制御をゲノムインプリンティングという。

## 歴史
「インプリンティング」という用語は1960年に細胞遺伝学者ヘレン・クラウスによって、キノコバエ科の一種Sciara coprophilaにおける父親由来のX染色体除去についての記述の中で初めて使用されたが、ゲノムインプリンティングという現象自体は1984年にJ.McGrathとダヴォール・ソルター、アジム・スラーニとS.C.Bartonがそれぞれ独立で発見した。彼らはマウスの母親から受け継いだ2組の染色体、または父親から受け継いだ2組の染色体を含む胚を作製したが、これらの胚は正常に発育できなかった。これらの結果は、母親から受け継いだ染色体の組は、父親から受け継いだ組とは遺伝的には同じであっても機能的に同じではないということを示し、母親由来の胚および父親由来の胚の発達不全は、正常な発達には両親からそれぞれ1組ずつの染色体が必要であることを示唆した。スラーニは配偶子形成においていくつかの遺伝子においては精子及び卵子特有の「しるし」が付けられると予想し、これを「ゲノムインプリンティング」と命名した。またソルターとスラーニは「親由来の特異的な遺伝子発現を引き起こす哺乳類のゲノムインプリンティングの発見と、それが発生および疾患に及ぼす影響」に対して2018年のガードナー国際賞を受賞した。
スラーニとソルターの実験はゲノムインプリンティングがゲノム全体で起きているのか、それとも特定の遺伝子のみで生じているのかは不明であり議論が巻き起こった。1985年にB.M. CattanachとM. Kirkらは、相互転座とロバートソン型転座を用いて染色体の非相補性解析を活用し、母親または父親由来の染色体が2本存在する（片親性ダイソミー）と、成長や行動などの生存能力に異常が生じるゲノム領域を特定した。この体系的な実験によってインプリンティングがゲノムの特定の領域に限定されていることが明らかになり、一部の遺伝子は親の性別に応じて発現および抑制されることが示唆された。また彼らは以前の突然変異誘発研究で得られた染色体転座や欠失を持つマウスの系統を用いて全ゲノムの遺伝子マップを作製し、生涯に11のインプリント領域を特定した。
1974年、D.R. Johnsonは、マウスの17番染色体のT母性効果（Tme）遺伝子座の欠失を持つマウスの生存率に、親由来の遺伝子が影響を及ぼすという珍しい現象を報告した。この観察は、最初のインプリンティング遺伝子の発見への道を開くこととなった。1991年にバーロウらはTme欠失個体と遺伝子マッピング手法を用いて、マウス17番染色体上のインスリン様成長因子2受容体（Igf2r）遺伝子座を報告した。この遺伝子座は、母親由来の染色体からは発現するが、父親由来の染色体では不活化される。。その後マウスの第7染色体上のIgf2が父親由来の染色体から特異的に発現することが実証され、Igf2の下流590 kbおよび115 kbに位置するノンコーディングRNA遺伝子H19は、母親由来の染色体から特異的に発現するインプリンティング遺伝子であることが実証された。正常な胚においては、これら3つの遺伝子の発現が成長を制御し、父親由来のIgf2は成長を促進し、母親由来のIgf2rおよびH19は成長を抑制する役割がある。

## 概要
遺伝子の発現能力に影響を与えるゲノム変異とは異なり、ゲノムインプリンティングはDNA配列自体には影響しない。しかし配偶子の形成過程においてDNAのメチル化が生じることによって遺伝子発現が抑制される。1993年、En LiらはDnmt1をノックアウトしたマウスではインプリント遺伝子の発現が消失することを発見し、ゲノムプリンティングにはDNAのメチル化が必須であることを発見した。ヒトやマウスでは、DNAメチル化はDNMT3AやDNMT3L等のDNAメチルトランスフェラーゼ（DNMT）やポリコームタンパク質によって触媒される。DNMT3Lはメチルトランスフェラーゼを持たないが、DNMT3AおよびDNMT3Bと複合体を形成することができ生殖細胞で多く発現している。哺乳類の生殖細胞においては、始原生殖細胞が生殖巣(精巣及び卵巣)の前駆である生殖隆起に移動した後、親由来のDNAメチル化はいったんリプログラミング(消去)される。マウスではこれらのリプログラミングは親由来のDNA脱メチル化によって生じ、その後DNMT3AやDNMT3Lなどによって子自身の性別に応じたDNAメチル化が行われる。着床後のインプリンティングの維持にはDNMT1によるDNAメチル化が必要であるが、それに加えてDMRはヒストン修飾もされている。CpGメチル化の少ない遺伝子はH3K4meとヒストンアセチル化されているのに対し、CpGメチル化の多い遺伝子ではH3K9me3、H4K20me3、H2A/H4R3me2によってメチル化される。
ゲノムプリンティングの影響を受け、どちらかの親由来の対立遺伝子のみ発現する遺伝子をインプリント遺伝子という。インプリント遺伝子は父親由来の遺伝子のみで発現するpaternally expressed gene(PEG)と母親由来の遺伝子のみで発現するmaternally expressed gene(MEG)に分けられる。これまでの研究で多くのインプリント遺伝子がクラスターを形成していることが報告されており、マウスではクラスター化されたインプリント遺伝子の割合が全インプリント遺伝子の80%を超えることが報告されている。クラスター化されたインプリント遺伝子は、親特異的なDNAメチル化やヒストン修飾を持つインプリント制御領域 (ICR) によって制御される。ICRは2つの方法でインプリント遺伝子の発現を制御している。Igf2やH19などはICRがインスレーターとなって、Igf2rなどはICRがプロモーターとなって制御する。全てのICRには少なくとも 1 つのメチル化領域(DMR)があり、シトシン(C)とグアニン(G) に富むCpG配列をとる。インプリントDMRはgermline DMRとsomatic DMRの2つに分類される。前者は配偶子の形成中にメチル化され、卵母細胞から胚への移行時にエピジェネティックな修飾により安定的に維持される。雌雄の生殖細胞の間でメチル化状態に差があるのが特徴である。マウスに存在するgermline DMRのほとんどは雌由来の卵子でメチル化されており、雄由来の精子でメチル化されているのは4つ（H19、Dlk1-Gtl2、Rasgrf1およびZdbf2）しかない。後者は受精後にメチル化され、近くのgermline DMRによって制御される。ゲノムインプリンティングは哺乳類のうちヒトやマウスなどの真獣類やカンガルーなどの有袋類でのみ見られ、カモノハシやハリモグラなどの単孔類では見られない。また鳥類や爬虫類では今のところ報告されていない。そのためゲノムプリンティングは約1億6000万年前、胎生への進化と同時に出現したと考えられる。

## 具体例
マウスにおいてIgf2とH19は同一染色体の近傍にあり、エンハンサーを共有している。両遺伝子の間にはICRが存在し、そのDMRはインスレーター結合タンパク質CTCFの結合配列を持つ。父親由来の遺伝子ではICRがメチル化されておりCTCFが結合できず、またH19のプロモーターDMRは二次メチル化によりサイレンシングされる。母親由来の遺伝子ではICRがメチル化されていないためCTCFが結合でき、エンハンサーの影響はインスレーターによりIgf2の発現が抑制されH19が発現する。Igf2は哺乳類のペプチドホルモンであるインスリン様成長因子2(IGF2)をコードする遺伝子で、胎児の主要な成長因子であると考えられている。H19は長鎖ノンコーディングRNA(lncRNA)で、体重と細胞増殖を負に調節する役割を持つ。コホート研究では、精液中のH19のメチル化異常は男性の不妊と関係があることが判明している。H19インプリント遺伝子のメチル化喪失は、不妊男性の精液サンプル中のメチレンテトラヒドロ葉酸還元酵素( MTHFR ) 遺伝子プロモーターの過剰メチル化と関連していることが報告されている。
Igf2r遺伝子はインスリン様成長因子2受容体(IGF2R)をコードする遺伝子で、初めて同定されたMEGである。Igf2rはIGF2の受容体を意味する名前だが、実際はIGF2に結合して分解するため成長抑制的に機能する。Igf2rのゲノムインプリンティングはDMRとlncRNAであるAirnによって制御されている。DMRはlncRNAであるAirnのプロモーターとして機能し、Airnは転写の重複によって父親染色体上のIgf2rの発現をサイレンシングする。このlncRNAは、胎盤における2つの隣接遺伝子Slc22a2およびSlc22a3のほか、Igf2r遺伝子座から2Mb以上離れた7つの遺伝子を含む10Mb以上の領域のインプリンティングも制御する。Airnが父親由来のSlc22a2を不活性化するメカニズムは不明であるが、AirnはH3K27me3とポリコーム複合体2（PRC2）によって制御されている可能性がある。
植物におけるインプリント遺伝子の最初の報告例は、1970年にジェリー・カーミクル(Jerry Kermicle)によって報告されたトウモロコシのR遺伝子である。R-r対立遺伝子はトウモロコシの穀粒の胚乳の最外層である糊粉層（アリューロン層)におけるアントシアニン色素の生成を制御する遺伝子である。彼はトウモロコシのR遺伝子座の様々な対立遺伝子を研究し、R対立遺伝子を劣性ヌル対立遺伝子(変異によって機能がしない対立遺伝子)rと交配すると、Rが母親から受け継がれた場合は完全に着色された穀粒が得られ、Rが父親から受け継がれた場合は紫褐色の斑点のあるまだら模様の穀粒が得られた。しかしR対立遺伝子を受け継ぐ親の性別によって表現型が異なることは、インプリンティングではなく受精前に生成され雌性配偶子に蓄積される細胞小器官やタンパク質等に由来する可能性もあった。そこで彼は色素沈着が細胞に蓄えられ胚乳の発達の後期にのみ必要とされる物質に由来している場合、その表現型は受精後の母親由来のR遺伝子の存在とは無関係となることを利用して受精直後にR遺伝子座を含む染色体断片の欠失を誘発したところ、母親由来のR遺伝子が失われた領域がまだら模様になることを発見した。雌性配偶子の形成時にはRが存在していたため、この実験により細胞質に蓄積された産物が母親の物質由来である可能性は排除された。
トウモロコシ以外の植物ではシロイヌナズナの研究がよくなされている。シロイヌナズナでは胚乳におけるインプリンティング遺伝子FLOWERING WAGENINGEN(FWA)が報告されている。FWAは胚乳組織において、雌性配偶体である中央細胞由来の遺伝子は発現するが、精細胞由来の遺伝子は不活性化される。通常、FWAはプロモーター領域のメチル化によって発現が抑制されているが、中央細胞ではこの領域がDEMETER(DME)と呼ばれるDNA脱メチル化酵素によって脱メチル化され、発現が正に制御される。一方精細胞では、MET1と呼ばれるDNAメチル化酵素によって遺伝子発現が抑制され続ける。そのため受精後の胚乳においても中央細胞に由来する遺伝子のみが選択的に発現する。

## 疾患
ゲノムインプリンティング異常によって引き起こされる疾患としてはプラダー・ウィリー症候群 (PWS)とアンジェルマン症候群 (AS)が良く挙げられる。PWSは1956年に初めて同定されたインプリンティング疾患で、新生児期には栄養補給が困難であるが、3歳を過ぎると大食になり太るという特徴がある。ASは1965年に報告された疾患で、小頭症のほか重度の精神遅滞や精神薄弱を伴い、突然理由もなく笑うことからかつては「幸福なあやつり人形(happy puppet)症候群」と呼ばれていた。
両疾患は第15番染色体15q11-q13領域を含むインプリント領域が自然発生的に欠損して起こる。この領域には脳の正常な機能に必要かつ母親由来の場合のみ発現するユビキチンリガーゼE3A(UBE3A)遺伝子があり、これを欠損した染色体を母親から受け継ぐとUBE3Aを発現できずASを発症する。一方で同じ領域には父親由来の場合のみ発現するsmall nucleolar RNA, C/D box116(SNORD116)遺伝子があり、これを欠損した染色体を父親から受け継ぐとSNORD116を発現できずPWSを発症する。その他、15番染色体を2本とも母親から受け継ぎ、父親からは受け継がれず「母性片親性ダイソミー」によってPWSが発症する場合もある。同じように15番染色体を2本とも父親からから受け継ぎ、母親からは受け継がれず「父性片親性ダイソミー」によってASが発症する場合もある。
ベックウィズ・ヴィーデマン症候群 (BWS)は1964年と1969年に独立して報告された疾患で、臍帯ヘルニア(Exomphalos)、巨舌Macroglossia)、巨体(Giantism)を三大主徴とすることからEMG症候群ともいう。BWSの主な発症原因は11番染色体の領域11p15.5のDNAメチル化異常である。11p15.5にはKIP2/LIT1ドメインとIGF2/H19ドメインがあり、KIP2/LIT1ドメインの脱メチル化によるCDKN1Cの発現抑制およびIGF2/H19ドメインの高メチル化によるIGF2の発現促進により発症する。その他、父性片親性ダイソミーによって発症する場合もある。BWSに対応する疾患としてはシルバー・ラッセル症候群 (SRS)がある。SRSは父親由来11番染色体の領域11p15.5にあるH19-ＤＭＲの低メチル化およびIGF2遺伝子の発現抑制によって発症するほか、７番染色体の母性片親性ダイソミーによって発症する場合もあるとされる。

## 役割
ゲノムインプリンティングの意義は完全には分かっていないがいくつかの仮説が提案されている。現在最も支持されているのは1989年にハーバード大学のデイヴィッド・ヘイグが提唱したsexual conflict仮説である。彼は、子の発達が母親が提供する資源にのみ依存しており、次世代に栄養を供給する上で中心的な役割を果たしているが、父親は発育中の子に資源をほとんど提供していないことに注目し、ゲノムインプリンティングが一夫多妻制の哺乳類で進化したと考えた。一夫多妻制においては哺乳類の胎盤や胚乳から最大限の資源を収奪し、子をできるだけ早く大きく成長させることが父親にとっての最大の利益である。そのため子を犠牲にして母親の資源を保存するような遺伝子を不活性化するという戦略は、父親の繁殖可能性を最大限にする選択であることから、雄にとっては有利である。一方、母親は生涯で子孫を産む能力が限られており大きな子孫を産むことには健康上のリスクも伴うため、資源をより均等に分配することが母親の最大の利益となる。そのため、母親を犠牲にして胎児に資源を与えるような遺伝子を不活性化する戦略は、長期的にみて母親の繁殖可能性を最大にするから雌にとって有利である。この仮説は、いくつかのインプリント遺伝子が、母親と子の間の資源配分を予想通りの方向に分配するという事実で支持されているが、インプリント遺伝子の中には母親とこの対立に明確な関連性を持たないものも多い。